# ジュリー・アシュトン
ジュリー・アシュトン（Juli Ashton, 本名 Julie Ellen Gauthier, 1968年10月5日 - ）は、アメリカ合衆国コロラド州コロラドスプリングス出身のポルノ女優・テレビ番組司会者。

## 来歴
アシュトンはコロラド州立大学でスペイン語と歴史を専攻し、卒業後は中学校で1年間スペイン語を教えていた。
1994年にフロリダ州に転居し、ポルノ映画に出演し始めた。ポルノデビュー作は『ニュー・ウェイブ・フッカーズ4 (New Wave Hookers 4)』であった。映画の仕事に加え、ポルノ業界を代表してカリフォルニア州議会でロビー活動を行ない、多数の雑誌にモデルとして登場し、エキゾチックダンサーとして巡業した。
映画のキャリアにおいて、彼女はアナルセックスとレズビアンのシーンで最も知られている。アシュトンは両性愛である事を公にしており、ポルノ女優のカイリー・アイルランドやケイラン・ニコールと親密な関係になった。
1990年代からプレイボーイテレビの常連出演者となり、長期間続いた視聴者電話参加型ライブ番組シリーズ『Night Calls』の共同司会者を務めた。また番組のスピンオフ作品である2本のソフトコア映画、『Night Calls: The Movie』と『エロリスト　欲望のお宝探し作戦! (Night Calls: The Movie 2)』にも出演した。これらは深夜の有料ケーブルテレビでしばしば放送されている。
アシュトンは2006年1月より成人向けウェブサイトJuliland.comを所有し運営している。高級指向のサイトで、写真家で監督のリチャード・エイヴァリー (Richard Avery) のエロティックなイメージを公開している。
アシュトンは1990年代に一度結婚していた事があるが離婚している。2005年に再婚し、2006年には女の子を出産している。

## その他
- ジュリー・アシュトンは右下腹部に有名なグレイトフル・デッドベアのタトゥーを施している[5]。
- ドク・ジョンソン・エンタープライズよりアシュトンの名を冠した、或いは彼女自身から型取りした性具が数種類発売されている[6]。

## 受賞
- 1995年 XRCO賞 年間最優秀女性パフォーマー賞 [7]
- 1997年 AVNアワード 最優秀助演女優賞 - Video 『Head Trip』[8]
- 2012年 XRCO殿堂
- 2012年 AVN殿堂

## 出演作の一部
- 1994年：『ニュー・ウェイブ・フッカーズ4 (New Wave Hookers 4)』
- 1994年：『ミス・ジョーンズの背徳'95/地獄 (The Devil in Miss Jones 5: The Inferno)』
- 1995年：『ザ・バックショット (Butt Detective)』
- 1995年：『未来性機ラバー・シティ (Latex)』
- 1995年：『パッション　官能のヴェニス (Passion in Venice)』
- 1996年：『ヴァージントーク (Deep Inside Juli Ashton)』
- 1997年：『ニュー・ウェイブ・フッカーズ5 (New Wave Hookers 5)』
- 1997年：『Orgazmo』
- 1997年：『ディープ・スロート・アイランド (Conquest)』
- 1998年：『官能天国5/U.S.A.クライマックス・シャワー (Essentially Juli)』
- 1999年：『Queen of S.M.U.T.』
- 1999年：『オナルクラブ/性感開発バーへようこそ (Black Boots)』
- 1999年：『Best Friends』
- 1999年：『ミス・ジョーンズの背徳6 (Devil In Miss Jones 6)』
- 2000年：『エロリスト　欲望のお宝探し作戦! (Night Calls: The Movie 2)』
- 2000年：『ジュリー・アシュトン 美乳狂い (Buried Treasure)』